# Célio Pezza
Célio Arruda Pezza (Araraquara, 06 de Maio de 1950) é um escritor brasileiro de livros e crônicas.

## Biografia
| [[Imagem:\|130px\|alt=\|Capa do livro Capa do livro "A Tumba do Apóstolo" de Célio Pezza"]] |  | [[Imagem:\|130px\|alt=\|Capa do livro Capa do livro "A Palavra Perdida" de Célio Pezza]] |
| Capa do livro Capa do livro "A Tumba do Apóstolo" de Célio Pezza"                           |  | Capa do livro Capa do livro "A Palavra Perdida" de Célio Pezza                           |

O escritor Célio Pezza é casado, tem dois filhos e nasceu na cidade de Araraquara, estado de São Paulo. É formado em Química Superior e Administração de Empresas. Sempre trabalhou na área metalúrgica com tecnologia de fundição de precisão. Em 1999, decidiu publicar seu primeiro livro, "A Nova Terra", no qual leva o leitor a rever o modelo atual de vida, a seu ver, excessivamente materialista.

## Estilo Literário
Suas obras são do estilo "suspense" e misturam ficção com realidade.

## Obras

### Livros publicados
- A Nova Terra (1999 - Brasil)

- O Conselho dos Doze (2000 - Brasil)

- The Seven Doors - em inglês (2006 by Trafford Publishing - Canadá; Estados Unidos; Reino Unido)

- As Sete Portas (2008 - Brasil)
- Ariane (2008 - Brasil)
- A Palavra Perdida (2009 - Brasil)
- A Nova Terra - Recomeço (2012 - Brasil)
- A Tumba do Apóstolo (2014 - Brasil)

### Crônicas
Célio Pezza escreve crônicas sobre temas atuais e é colunista de vários jornais, entre eles: Panorama Regional de Veranópolis, Jornal Popular de Nova Prata, Informativo Regional de Guaporé, Jornal ROL - Região OnLine de Sorocaba e muitos outros.

## Mídia: Prêmios, destaques e outros
- Destaque 2009 do Jornal Popular de Nova Prata
- Congratulação da Câmara Municipal de Marília/SP pelas crônicas no Jornal Bom Dia Marília - 2010
- 2º Troféu Imprensa Regional 2010 - Jornais Integração da Serra de Bento Gonçalves e Panorama Regional de Veranópolis
- Patrono da 18ª Feira do Livro de Veranópolis/RS - 03 à 10 de Outubro de 2010
- Título de Cidadão Veranopolitano por serviços na área cultural da cidade - 2012

## Frases e citações de Célio Pezza
- "Não teremos perdão nem descontos na hora de pagar nossos crimes contra a Natureza".

- "As coisas inesperadas acontecem mais frequentemente do que a gente espera".

- "O homem, como produto, sem dúvida é um produto perigoso".

## Ligações Externas
- Site oficial do Célio Pezza
- Página oficial do Célio Pezza no Facebook
- E-mail do escritor Célio Pezza